# Witkowo (województwo mazowieckie)
Witkowo – wieś sołecka w Polsce położona w województwie mazowieckim, w powiecie płońskim, w gminie Raciąż.
| SIMC    | Nazwa   | Rodzaj    |
| ------- | ------- | --------- |
| 0124044 | Miłaki  | część wsi |
| 0124050 | Pawlaki | część wsi |

W 1776 roku we wsi urodził się Jan Marceli Gutkowski, dominikanin, biskup janowski, scholastyk kapituły katedralnej płockiej, kapelan wojsk napoleońskich i kapelan starszy Wojska Polskiego Królestwa Kongresowego.
W latach 1975–1998 miejscowość należała administracyjnie do województwa ciechanowskiego.